# Fernandão
Fernando Lúcio da Costa (18 martie 1978 – 7 iunie 2014), cunoscut ca Fernandão, a fost un fotbalist brazilian.

## Palmares
- Campionatul Mondial al Cluburilor FIFA: 2006
- Copa Libertadores: 2006
- Recopa Sudamericana: 2007
- Copa Centro-Oeste: 2000, 2001
- Campeonato Goiano: 1996, 1997, 1998, 1999 e 2000
- Campeonato Gaúcho: 2005, 2008
- Dubai Cup: 2008

## Deces
La 7 iunie 2014, Fernandão și alte patru persoane au murit într-un accident de elicopter lângă Aruanã, Brazilia.